# Stictoptera melanistodes
Stictoptera melanistodes là một loài bướm đêm trong họ Noctuidae.